# 太田あや子
太田 あや子（おおた あやこ、1960年1月1日 - ）は、日本の女優。東京都出身。

## 来歴・人物
小学生の頃は歌手になりたく、日本テレビのオーディション番組『スター誕生!』に応募したこともあった。
私立渋谷女子高等学校（渋谷教育学園渋谷高等学校の前身）を卒業後、喫茶店のウェイトレスをしているところをスカウトされる。色々なレッスンに通っているうちに、ロマンポルノが面白いなと思うようになって、ロマンポルノで活動するようになり『女高生 夏ひらく唇』でデビュー。北原理絵、寺島まゆみと共に「スキャンティーズ」というユニットを結成。3人での主演作には『制服体験トリオ わたし熟れごろ』がある。

## 出演

### 映画
- 女高生 夏ひらく唇（1980年、にっかつロマンポルノ）矢崎笑子
- セックスハンター 性狩人（1980年、にっかつロマンポルノ）前川美希
- 快楽学園 禁じられた遊び（1980年、にっかつロマンポルノ）出演　鈴木幸子
- 女教師 汚れた放課後（1981年、にっかつロマンポルノ）野本スエ子
- 制服体験トリオ わたし熟れごろ（1981年、にっかつロマンポルノ）戸川蘭子
- ANO ANO 女子大生の基礎知識（1981年、にっかつロマンポルノ）内堀久美子
- 愛欲生活 夜よ、濡らして（1981年、にっかつロマンポルノ）高森シノブ
- モア・セクシー 獣のようにもう一度（1981年、にっかつロマンポルノ）チブ
- 嗚呼!おんなたち 猥歌（1981年、にっかつロマンポルノ）一美
- 桃尻同級生 まちぶせ（1982年、にっかつロマンポルノ）さおり
- 女事務員 色情生活（1982年、にっかつロマンポルノ）中園タエコ
- TATTOO＜刺青＞あり（1982年、ATG）美代子
- 白薔薇学園 そして全員犯された（1982年、にっかつロマンポルノ）中村葉子
- （本）噂のストリッパー（1982年、にっかつロマンポルノ）好子
- ROCK is SEX さらば相棒（1982年、ジョイパックフィルム）クミコ
- OH!タカラヅカ（1982年、にっかつロマンポルノ）沙織
- 武蔵野心中（1983年、にっかつロマンポルノ）北原啓子
- 赤いキャンパス 狂った放課後（1984年、にっかつロマンポルノ）荒野
- イヴちゃんの花びら（1984年、にっかつロマンポルノ）ジル

### テレビドラマ
- ザ・ハングマン（ABC）
  - 第1シリーズ（1980〜81年）第19回「恐怖で走るダイナマイト女」
  - 新ハングマン 第4回「兵隊を密輸する悪ガードマン会社」（1983年） - 菅原珠美 役
- 影の軍団III （1982年、KTV）第25回「尼御前の陰謀」 - ゆき 役
- 必殺仕事人III（1982〜83年、ABC）第36回「ニセ占いで体力消耗したのは主水」 - 美緒 役
- あんちゃん（1982〜83年、NTV）第1、2、9、12〜14、25回 喫茶「ゆけむり」のウエイトレス、久富桃子 役
- ザ・サスペンス 港町殺人ブルース（1982年、TBS）
- 火曜サスペンス劇場 愛する妻への遺書 （1985年、NTV）女子学生 銀座クラブ エスカイア ホステス 上村美香 役
- 昭和四十六年 大久保清の犯罪（1983年、TBS） - 小林孝子
- 土曜ワイド劇場 高木彬光の刺青殺人事件 天才神津恭介の推理 浴室から女体が消える（1983年、ANB）
- くノ一忠臣蔵（1983年、CX・東映）
- 陽暉楼（1984年、TBS）
- 特捜最前線（ANB・東映）
  - 「偽装結婚・マトリョーシカを持つ女!」第384回（1984年）
  - 「テレクラ嬢殺人事件・亡霊からのラブコール!」第479回（1986年）
- 月曜ワイド劇場（ANB）
  - 覚せい剤が少女を犯す! 13歳女子中学生ラブホテル殺人事件（1985年）
  - ママ母 VS ママ娘 家出令嬢の課外授業 恋も別れももんじゃ焼!（1986年）